# 桜木さゆみ
桜木 さゆみ（さくらぎ さゆみ、1975年4月28日 - ）は、日本の漫画家。愛知県出身、東京都在住。
三姉妹の末っ子であり、声優の柚木涼香は次姉に当たる。またデビュー当初の作品では角松かのり（柚木の旧芸名）が実の姉という触れ込みで（三女漫画家、次女モデル、長女OLと）紹介している。同業者のふを留実と交友関係があり、一緒に雑誌の企画に参加することがある。

## 略歴
1992年、高校在学中の17歳の時に、『みこすり半劇場』（ぶんか社）にて漫画家デビュー。当時は「女子高生エロ漫画家」という触れ込みで売り出されていた。それと並行して当時中京広域圏で放送されていた深夜番組『ラジごめII金曜日の王様』（中京テレビ）にも自身の執筆誌の宣伝を兼ねた美少女キャラクターイラスト入りのハガキを投稿し、番組の視聴者に向けて積極的にアピールしていた。
1995年には角松かのりとおとなのえほんで顔出し共演もしている。
『本当にあった笑える話』（ぶんか社）などでは、恋人との奔放な性生活を実話形式で紹介している。漫画ではこれまで2人の交際相手が描かれたが、2人目の恋人「中野さん」との仲がもっとも長く2007年末まで交際した。中野との別れ際には相当の倦怠期であったことがうかがえ、一度別れて復縁した上での決別であった。
次姉の柚木については、自身の作品でも時々ネタにしている。
2007年11月3日に、東京丸の内・丸善本店にてサイン会を決行。
2010年9月23日には、単行本2冊の発売を記念して、SHIBUYA TSUTAYAにて『恋愛漫画家』、『全裸漫画家』2点購入者を対象に「新刊2冊発売記念　桜木さゆみ先生サイン会」を開催した。2010年11月05日よしもとオンライン「オリエンタルラジオのマンガの日」に出演した。2010年11月23日、新宿ロフトプラスワンにて、ゲストを招いた自身初のトークライブ『柚桜の会〜First Talk GIG〜』イベントを開催した。

## 人物
シモネタばかりのヨゴレ漫画家と言う扱いをされているが、本来はとても内気な性格であるという。
桜木は自身の漫画作品でしばしば姉の柚木についても執筆のネタにしている。。2010年9月発売の『全裸漫画家』、『恋愛漫画家』の表紙やグラビアの女性は桜木ではなく姉の柚木である。また、『恋愛漫画家』で柚木と絡んでいる男性は俳優の酒井一圭である。
本人曰くクリ派で、自身の作品の中で頻繁に『クンニ』に関する記述を出し、メーカーに出して欲しいAVのアンケートではクンニオンリーの作品を書くなど、クンニに対して異常なほどの拘りがある。『桜木さゆみのなぐさめてあげるッ 2』では、さゆみ's Key Wordとして幾つかの単語が掲載されているが、その1つに『クンニ』があり、「これがなくてはセックスではない」という独特のセックス観を持っている。また、2012年にトークライブが行われたが、そのタイトルが『桜木さゆみの大人のお茶会　～昼下がりのクンニ～』で、開催日時も9月2日（クンニの日）である。
高校卒業後、美少女漫画家としてモーニングEyeやルックルックこんにちはなどで紹介された事がある。
沢田研二のファンであることを公言している。

## 作品リスト（雑誌掲載、連載）
- 『本当にあった笑える話』 毎月30日発売（ぶんか社）
- 『増刊 本当にあった笑える話』 毎月7日発売（ぶんか社）
- 『別冊 本当にあった笑える話』 毎月14日発売（ぶんか社）
- 『本当にあった笑える話 Pinky』 毎月21日発売（ぶんか社）
- 『みこすり半劇場』 毎月第2・第4木曜日発売（ぶんか社）
- 「桜木さゆみのセーラー服売ります」 - 『コミックPOCOちゃん』『笑太郎のイカしてソーロウ』（ぶんか社）
- 「桜木さゆみのなぐさめてあげるッ」 - 『本当にあった笑える話』『別冊 本当にあった笑える話』『爆笑4コマ魂』（ぶんか社）
- 「桜木さゆみの本当にあったガールズH」 - 『みこすり半劇場』（ぶんか社）
- 「桜木さゆみのしあわせ泥棒」 - 『まんがタイムスペシャル』（芳文社）
- 「桜木さゆみのがまんジルし」 - 『週刊プレイボーイ』（集英社）
- 「愛のぐるぐるベッド」 - 『COMICバズーカ』（辰巳出版）
- 「めるめるメルヘン」 - 『まんがグリム童話』（ぶんか社）
- 「猫じゃら毛」 - 『ビジネスジャンプ』（集英社）

## 単行本リスト
- 『セーラー服売ります』 ぶんか社 1994年9月 ISBN 978-4821194162
- 『さくらぎ性春日記』リイド社 1999年11月 ISBN 978-4845816842
- 『おまえにチェックイン!』 ぶんか社

1. 2003年4月 ISBN 978-4821180127
2. 2004年9月 ISBN 978-4821181070

- 『しあわせ泥棒 1』 芳文社 2003年11月 ISBN 978-4832263123
- 『本当にあった笑える話 赤っ恥エッチスペシャル』 ぶんか社 2005年4月 ISBN 978-4821181575
- 『まんが末期がんも克服!奇跡のスピリチュアル・パワー驚異のヒーラー旭太郎』 海王社 2005年5月 ISBN 978-4877244132 : 永久保貴一、小山田いくとの共著。
- 『東京裏ウォーカー』 ぶんか社 2005年6月 ISBN 978-4821181681
- 『ちび本当にあった笑える話 女の夜のお仕事スペシャル』 ぶんか社 2005年8月 ISBN 978-4821181889
- 『本当にあった笑える話 なぐさめてあげるッ編 2』 ぶんか社 2005年9月 ISBN 978-4821182046
- 『本当にあった笑える話読者投稿』 ぶんか社 2005年10月 ISBN 978-4821182121
- 『ちび本当にあった笑える話 芸能人スペシャル』ぶんか社 2005年12月 ISBN 978-4821182329
- 『ちび本当にあった笑える話 赤裸々エッチスペシャル』ぶんか社 2006年2月 ISBN 978-4821182688
- 『本当にあった笑える話読者投稿 2』ぶんか社 2006年3月 ISBN 978-4821182695
- 『ちび本当にあった笑える話 桜木さゆみスペシャル』 ぶんか社 2006年3月 ISBN 978-4821182756
- 『東京まんぷく商店街』 ぴあ 2006年3月 ISBN 978-4835616148 : 柳生九兵衛との共著
- 『本当にあった笑える話PINK - みんなのエッチないしょ話』 ぶんか社 2006年12月 ISBN 978-4821183623
- 『桜木さゆみの本当にあった笑える話』 ぶんか社 2007年10月 ISBN 978-4821185092
- 『桜木さゆみのなぐさめてあげるッ』ぶんか社

1. 2008年7月 ISBN 978-4821186464
2. 2009年11月 ISBN 978-4821189120
3. 2011年3月 ISBN 978-4821171309
4. 2012年1月 ISBN 978-4821172566

- 『超（スーパー）桜木さゆみ!!』 Vol.1 - Vol.7 ぶんか社

1. 2009年5月 ISBN 978-4821188093
2. 2009年9月 ISBN 978-4821188819
3. 2010年2月 ISBN 978-4821189427
4. 2010年6月 ISBN 978-4821170081
5. 2010年9月 ISBN 978-4821170586
6. 2011年2月 ISBN 978-4821171170
7. 2011年6月 ISBN 978-4821171729

- 『愛のぐるぐるベッド』 大都社 2009年2月 ISBN 978-4886534811
- 『桜木さゆみのイケナイとこイッちゃった』 ぶんか社 2010年3月 ISBN 978-4821189755
- 『恋愛漫画家』 ぶんか社 2010年9月2日 ISBN 978-4821142996
- 『全裸漫画家』 日本文芸社

1. 2010年9月9日 ISBN 978-4537126372
2. 2010年9月28日 ISBN 978-4537127867

- 桜木さゆみコレクション ぶんか社

1. 『セキララ』 2011年6月14日 ISBN 978-4821171736
2. 『フシダラ』 2011年7月14日 ISBN 978-4821171880

- 『編集長! 絶対イキたくないんですけど!!』 ぶんか社 2011年8月5日 ISBN 978-4821172030

## 主な出演番組
- 艶々ナイト（テレ玉）[要出典]
- おとなのえほん（サンテレビ）[要出典]